# Tomasz Adam Uruski
Tomasz Adam Uruski herbu Sas (ur. 1744, zm. 6 listopada 1792) – wojski mniejszy krzemieniecki w latach 1775-1786, cześnik podolski, szambelan króla Stanisława Augusta Poniatowskiego, poseł na sejm w 1780 roku.
Wnuk Jana, występuje jako pełnomocnik ekonomii samborskiej w 1766 r.. Poseł na sejm 1780 roku z województwa inflanckiego ze szlachty inflanckiej i tamże sędzia sejmowy z województwa inowrocławskiego.
Kawaler Orderu Świętego Stanisława 30 czerwca 1790 r.
W 1792 r. nabył od Kazimierza Rzewuskiego klucz łuczyniecki (Płoski, Suhaki, Młynówka, Goraj, Łuczyńczyk), który po jego śmierci odziedziczył jego brat, Łukasz.